# واشنطن (بنسلفانيا)
واشنطن (بالإنجليزية: Washington, Pennsylvania)‏ هي مدينة تقع في مقاطعة واشنطن (بنسلفانيا) بولاية بنسلفانيا في الولايات المتحدة. تبلغ مساحة هذه المدينة 9 (كم²)، وترتفع عن سطح البحر 352 م، بلغ عدد سكانها 13663 نسمة في عام 2010 حسب إحصاء مكتب تعداد الولايات المتحدة.

## التركيبة السكانية
حدّد مكتب تعداد الولايات المتحدة بيانات التركيبة السكانية لواشنطن في تعداد الولايات المتحدة. في ما يلي، التركيبة السكانية حسب تعدادي 2000 و2010.

### تعداد عام 2000
بلغ عدد سكان واشنطن 15,268 نسمة بحسب تعداد عام 2000، وبلغ عدد الأسر 6,259 أسرة وعدد العائلات 3,486 عائلة مقيمة في المدينة. في حين سجلت الكثافة السكانية 2,001 نسمة لكل كيلومتر مربع (5,182.6/ميل2). وبلغ عدد الوحدات السكنية 7,111 وحدة بمتوسط كثافة قدره 932 لكل كيلومتر مربع (2,413.9/ميل2).
وتوزع التركيب العرقي للمدينة بنسبة 81.88% من البيض و14.60% من الأمريكيين الأفارقة و0.15% من الأمريكيين الأصليين و0.45% من الأمريكيين ذوي الأصول الآسيوية و0.02% من سكان جزر المحيط الهادئ و0.61% من الأعراق الأخرى و2.29% من عرقين مختلطين أو أكثر و0.94% من الهسبانيون أو اللاتينيون من أي عرق.
بلغ عدد الأسر 6,259 أسرة كانت نسبة 27.7% منها لديها أطفال تحت سن الثامنة عشر تعيش معهم، وبلغت نسبة الأزواج القاطنين مع بعضهم البعض 34.7% من أصل المجموع الكلي للأسر، ونسبة 17.1% من الأسر كان لديها معيلات من الإناث دون وجود شريك، بينما كانت نسبة 3.9% من الأسر لديها معيلون من الذكور دون وجود شريكة وكانت نسبة 44.3% من غير العائلات. تألفت نسبة 38% من أصل جميع الأسر من عدة أفراد يعيشون في نفس المنزل ونسبة 15.8% كانت تتألف من شخص يعيش بمفرده يبلغ من العمر 65 عاماً أو أكثر. وبلغ متوسط حجم الأسرة المعيشية 2.20، أما متوسط حجم العائلات فبلغ 2.91.
بلغ العمر الوسطي للسكان 36.2 عاماً. وكانت نسبة 21% من القاطنين تحت سن الثامنة عشر، وكانت نسبة 7% بين الثامنة عشر والرابعة والعشرين عاماً، ونسبة 26.3% كانت واقعةً في الفئة العمرية ما بين الخامسة والعشرين والرابعة والأربعين عاماً، ونسبة 19.9% كانت ما بين الخامسة والأربعين والرابعة والستين، ونسبة 15.8% كانت ضمن فئة الخامسة والستين عاماً فما فوق. يوجد لكل 100 أنثى 84.2 ذكر، ويوجد لكل 100 أنثى في الثامنة عشر من عمرها فما فوق 79.2 ذكر.
بلغ متوسط دخل الأسرة في المدينة 25,764 دولارًا، أما متوسط دخل العائلة فبلغ 34,862 دولارًا. وكان متوسط دخل الذكور 29,977 دولارًا مقابل 22,374 دولارًا للإناث. وسجل دخل الفرد الخاص بالمدينة 14,818 دولارًا. وكانت نسبة 16.4% من العائلات ونسبة 20.7% من السكان تحت خط الفقر، وكان من هؤلاء نسبة 29.8% تحت سن الثامنة عشر ونسبة 15.8% في الخامسة والستين من العمر وما فوق.

### تعداد عام 2010
بلغ عدد سكان واشنطن 13,663 نسمة بحسب تعداد عام 2010، وبلغ عدد الأسر 5,755 أسرة وعدد العائلات 2,983 عائلة مقيمة في المدينة. في حين سجلت الكثافة السكانية 1,790.7 نسمة لكل كيلومتر مربع (4,637.9/ميل2). وبلغ عدد الوحدات السكنية 6,621 وحدة بمتوسط كثافة قدره 867.8 لكل كيلومتر مربع (2,247.6/ميل2).
وتوزع التركيب العرقي للمدينة بنسبة 77.74% من البيض و15.90% من الأمريكيين الأفارقة و0.18% من الأمريكيين الأصليين و0.72% من الأمريكيين ذوي الأصول الآسيوية و0.06% من سكان جزر المحيط الهادئ و0.78% من الأعراق الأخرى و4.62% من عرقين مختلطين أو أكثر و1.82% من الهسبانيون أو اللاتينيون من أي عرق.
بلغ عدد الأسر 5,755 أسرة كانت نسبة 24.7% منها لديها أطفال تحت سن الثامنة عشر تعيش معهم، وبلغت نسبة الأزواج القاطنين مع بعضهم البعض 29% من أصل المجموع الكلي للأسر، ونسبة 18.2% من الأسر كان لديها معيلات من الإناث دون وجود شريك، بينما كانت نسبة 4.7% من الأسر لديها معيلون من الذكور دون وجود شريكة وكانت نسبة 48.2% من غير العائلات. تألفت نسبة 40.3% من أصل جميع الأسر من عدة أفراد يعيشون في نفس المنزل ونسبة 12.9% كانت تتألف من شخص يعيش بمفرده يبلغ من العمر 65 عاماً أو أكثر. وبلغ متوسط حجم الأسرة المعيشية 2.11، أما متوسط حجم العائلات فبلغ 2.83.
بلغ العمر الوسطي للسكان 38.2 عاماً. وكانت نسبة 18.1% من القاطنين تحت سن الثامنة عشر، وكانت نسبة 14.8% بين الثامنة عشر والرابعة والعشرين عاماً، ونسبة 25.7% كانت واقعةً في الفئة العمرية ما بين الخامسة والعشرين والرابعة والأربعين عاماً، ونسبة 27.4% كانت ما بين الخامسة والأربعين والرابعة والستين، ونسبة 14% كانت ضمن فئة الخامسة والستين عاماً فما فوق. وتوزع التركيب الجنسي للسكان بنسبة 49.3% ذكور و50.7% إناث.

## أعلام
- باد يوركين
- سامي أنجوت
- بيل آموس
- بوب كولسن
- إدوارد مارتن
- بارون باترسون ماكيون
- جيمس تي كيرك
- جوزف ووكر
- إدي جونز
- كيث واين

## وصلات خارجية
- The US50 - Cities and Towns in Pennsylvania State